# Blerimas, Vlorë
Blerimas là một ngôi làng ở hạt Vlorë, thuộc miền nam Albania. Ngôi làng này là một phần của đô thị Delvinë. Ở đây có người Hồi giáo gốc Albani.